# The Calm Before
«La Calma Antes» —título original en inglés: «The Calm Before»— es el décimo quinto y penúltimo episodio de la novena temporada de la serie de televisión posapocalíptica, horror The Walking Dead. El guion estuvieron a cargo Geraldine Inoa & Channing Powell y finalmente Laura Belsey dirigió el episodio. El episodio salió al aire en el canal AMC el 24 de marzo de 2019. Fox hizo lo propio en España e Hispanoamérica el día siguiente.
El episodio se basa en los eventos en la adaptación del arco material del "volumen #24", cómic #144 y a su vez, presenta las últimas apariciones de Alanna Masterson (Tara Chambler), Matt Lintz (Henry) y Katelyn Nacon (Enid).

## Trama
Cuando comienza la Feria en el Reino, Alpha dirige un ataque contra una caravana de Hilltop que va al Reino. Michonne y Daryl llegan con Judith, Henry, Lydia y Connie, reuniéndose con Ezekiel y Carol. Michonne reúne a todos los líderes de las comunidades para disculparse por el hecho de que Alexandria haya renunciado a sus relaciones, informa que Alexandria le dará asilo a Lydia y pide que se establezca un pacto de protección mutua sabiendo que Alpha probablemente tomará represalias. Para afirmar el pacto, Ezekiel hace que las comunidades firmen el estatuto de Michonne y luego comiencen a organizar una pequeña fuerza combinada para viajar a Hilltop para asegurarse de que esté a salvo de un ataque de los Susurradores. A medida que la Feria continúa, Alpha se ha colado en la Feria, haciéndose pasar por uno de los asistentes a la feria de Alexandria desde la caravana, y reúne información. Esa noche, cuando la mayoría de los asistentes a la feria se reúnen para la película, Lydia está reservando un asiento para Henry cuando Alpha se sienta a su lado en silencio y le hace señas para que se quede callada. Fuera del teatro, Alpha intenta convencer a Lydia de que la acompañe, pero Lydia la rechaza. Alpha le dice que no es fuerte y que ya no forma parte de su grupo y se va.
La pequeña fuerza, liderada por Daryl, sale para Hilltop y se encuentra con los Hombres de la Carretera en la ruta. Los Hombres de la Carretera señalan a un grupo de residentes de Hilltop que fueron asesinados por Alpha y los Susurradores. El grupo decide separarse para buscar a los sobrevivientes. Un grupo, formado por Daryl, Carol, Michonne y Yumiko, son atraídos a una trampa por los Susurradores, obligándolos a entregar sus armas. Beta se acerca a Daryl y le dice: "Todo lo que tenías que hacer era darme la chica. Nadie más tuvo que morir. Ese trato está hecho". Alpha pronto se une a ellos y después de anunciar que su hija ya no es una preocupación, obliga a Daryl a acompañarla a punta de pistola. Alpha lo lleva al mirador de un gran barranco, donde una gran horda de caminantes está siendo conducida por miembros de los Susurradores. Ella le dice a Daryl que han marcado una línea que es la extensión de sus tierras y que si las comunidades se cruzan en ella, llevarán a la horda caminante a la suya. Alpha le permite a Daryl ir en libertad para regresar con Carol, Michonne y Yumiko. Creyéndose sola, Alpha comienza a llorar por la pérdida de su hija y mata a un Susurrador que es testigo de su momento de debilidad.
A medida que el grupo de Daryl regresa a Reino, encuentran a Siddiq atado y los señala a una colina cercana. Para su horror, encuentran una línea de diez cabezas en picas compuestas de Ozzy, Alek, DJ, Frankie, Tammy Rose, Rodney, Addy, Enid, Tara y Henry, que significan el límite del territorio de Alpha. De vuelta en el Reino, Siddiq explica cómo fueron capturados por los Susurradores. Siddiq cree que lo mantuvieron vivo para decirles sobre el "mal" que vio como una advertencia para asustar y dividir a las comunidades una vez más, pero insiste en que recuerden a sus compañeros caídos como héroes y les cuenta una historia muy diferente. Siddiq describe una última batalla heroica, habilitada por la llegada de Ozzy, Alek y DJ, en la que todos lucharon como una familia, protegiéndose hasta el final, aunque muchos ni siquiera se conocían, eliminando a varios Susurradores antes de que finalmente fueran abrumados. Más tarde, Daryl lleva a Lydia al límite del territorio, donde deja un medallón de Hilltop en la pica de Henry cuando la nieve comienza a caer.

## Producción
Las escenas finales de "The Calm Before" involucran la muerte de varios personajes y reflejan una escena icónica de la serie de cómics que es un preámbulo al arco de la Guerra de los Susurros. Mientras que en el cómic, personajes como Ezekiel y Rosita se encuentran entre los decapitados y colocados en las picas, el espectáculo tuvo como personajes a Tara, Enid y Henry como víctimas. Según el productor ejecutivo Greg Nicotero, sabían que esta escena sucedería en la temporada, pero hasta dos o tres episodios anteriores en el programa de producción sabían quién sería la víctima. Alanna Masterson, quien interpretó a Tara, dijo que solo recibió la llamada sobre esto unas dos semanas antes de filmar, mientras que Katelyn Nacon, quien interpretó a Enid, fue alertada por la showrunner Angela Kang al inicio de la temporada de la que Enid podría abandonar el programa, pero no se confirmó hasta que comenzaron a realizar el reordenamiento y fue en este episodio. El equipo de redacción había ido y venía hacia la escritura en el episodio para averiguar qué víctimas se sentían más naturales en este punto en función de su estado en el universo del espectáculo. En el caso de Henry, esto fue necesario para consolidar las historias de Ezekiel, Carol y Daryl en el futuro, pero para Tara y Enid, Nicotero notó que Tara finalmente se estaba volviendo más cómoda como líder, mientras que Enid mostraba un romance incipiente con Alden, por lo que ambas muertes se consideraron trágicas. Debido a la tardanza de saber quiénes serían asesinados, la producción tuvo que apresurarse a producir los accesorios de la cabeza para filmar. Algunas de las cabezas fueron hechas con moldes de los actores y se les dio animatronics limitados para hacer que sus bocas se movieran. Para Henry, Tara y Enid, utilizaron una combinación de sus cabezas animatrónicas junto con la colocación digital de los actores, representando sus roles moribundos.

## Recepción

### Recepción crítica
"The Calm Before" fue aclamado por la crítica. En Rotten Tomatoes, el episodio tiene un índice de aprobación del 90% con una puntuación promedio de 8.6 sobre 10, basado en 19 comentarios. El consenso crítico dice: "The Calm Before" ejemplifica todo lo que The Walking Dead hace mejor— afirmando de manera agridulce los lazos de una comunidad improvisada y encontrando destellos de humanidad en un paisaje nihilista antes de lanzar un giro horrible que dejará atónitos a los espectadores mucho después."
Erik Kain de Forbes en su revisión, dijo lo siguiente: "Oh, bueno. Todavía es un episodio sorprendentemente brutal que ayudó a adelgazar al exagerado personaje de Walking Dead. Estoy bastante seguro de haber dicho más de una vez que Enid y Tara necesito ir, y ahora lo han hecho. Me siento un poco mal por eso ahora. Pero solo un poquito. El reparto se ha vuelto demasiado difícil de manejar, incluso con un montón de muertes de personajes." Escribiendo para Den of Geek!, Ron Hogan en su revisión dijo: "The Walking Dead rara vez trata con emociones tensas, prefiriendo manipular con grandes empuja y asoma. "The Calm Before" tiene eso en espadas, pero el equipo creativo puede marcarlo atrás, esparciendo momentos de esperanza frente a Alfa. A diferencia de Lydia, que se dejó engañar por ella, se siente rechazada y, aunque no se muestra en su rostro, se nota en sus acciones y en su conversación con Daryl en el punto de mira. Los mismos incidentes afectan a dos personas relacionadas de manera totalmente diferente, y en el desenlace del episodio, las mismas cosas que brindan dulzura y felicidad terminan causando el mayor dolor en el sabor agridulce."
Sin embargo, la escribiendo para IndieWire, Jeff Stone le dio al episodio una frase en B: "El borde de decapitación es un gran momento de los cómics, que no he leído. Aparentemente, la alineación de la víctima fue bastante diferente, pero tal En este punto, los cambios están a la par del curso. Es interesante que el programa se sienta obligado a seguir con esos grandes eventos, pero está perfectamente contento de cambiar a los personajes. No importa a quién se dirija la cabeza en esos palos, siempre que haya algunos Las revelaciones de las víctimas, con personas ajenas a la feria que se preguntaban sobre el paradero de cada personaje, fueron particularmente efectivas. Alden escudriñó a Enid mientras realizaba su número con Luke, probablemente fue el más devastador."
Alex McLevy escribiendo para The A.V. Club elogia el episodio con una calificación de A- y en su crítica dijo: "En el mejor de los casos," The Calm Before "podría ser un memorial de lo que ha sido este programa mientras se dirige hacia un nuevo futuro, un recordatorio de lo que solía parecerse durante sus temporadas más fuertes, antes de reorganizar el tablero de ajedrez no muerto de sus principales jugadores y cambiar la naturaleza de su estructura e historias. “Warning Signs” demostró que esto era posible y que un registro de lo que solía se presentaba durante sus temporadas más fuertes, antes de reorganizar el tablero de ajedrez. Los Susurradores son un complemento ideal para involucrarse en algunas formas nuevas y ambiciosas de tratar con estos personajes y comunidades cuando entran en una nueva era de la existencia, una maniobra; continuar con su mezcla desigual de melodrama de telenovela y experimentos intrigantes en emociones post-apocalípticas es la progresión probable. Pero a medida que cerramos el libro en la temporada nueve y observamos el décimo año (!) del programa, esto fue un excelente recordatorio de lo que nos ayudó a sintonizarnos en primer lugar."

### Calificaciones
"The Calm Before" recibió una audiencia total de 4.15 millones con una calificación de 1.5 en adultos de 18 a 49 años. Fue el programa de cable mejor calificado de la noche, sin embargo, disminuyó en audiencia desde la semana anterior a una nueva serie baja.